# Radio Astronomy Explorer A
Il Radio Astronomy Explorer A (RAE-A), a volte citato come Explorer 38, è stato il primo satellite artificiale dedicato alla radioastronomia. Faceva parte del programma Radio Astronomy Explorer (RAE) che prevedeva inizialmente il lancio di quattro satelliti; furono però approvate solo due missioni, che vennero realizzate nel 1968, l'Explorer 38, e nel 1973, l'Explorer 49.
L'Explorer 38 pesava 602 kg e fu lanciato il 4 luglio 1968 con un razzo Delta da Vandenberg Air Force Base. Aveva un'antenna a dipolo e due antenne a forma di V, che insieme formavano una grande X con il satellite al centro. Il satellite venne posto in orbita terrestre con un apogeo di 5.861 km e un perigeo di 5.835 km. Il satellite fu impiegato per ricerche riguardanti l'alta atmosfera e lo spazio esterno e raccolse dati sulle emissioni radio dal Sole, dalla Terra, dai pianeti del sistema solare e da sorgenti radio nella Via Lattea.